# Ölberg (Wuppertal)

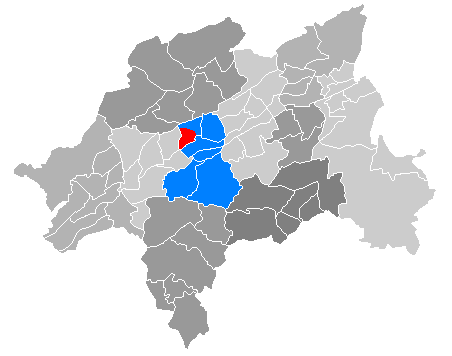
Lage des Ölbergs in Wuppertal

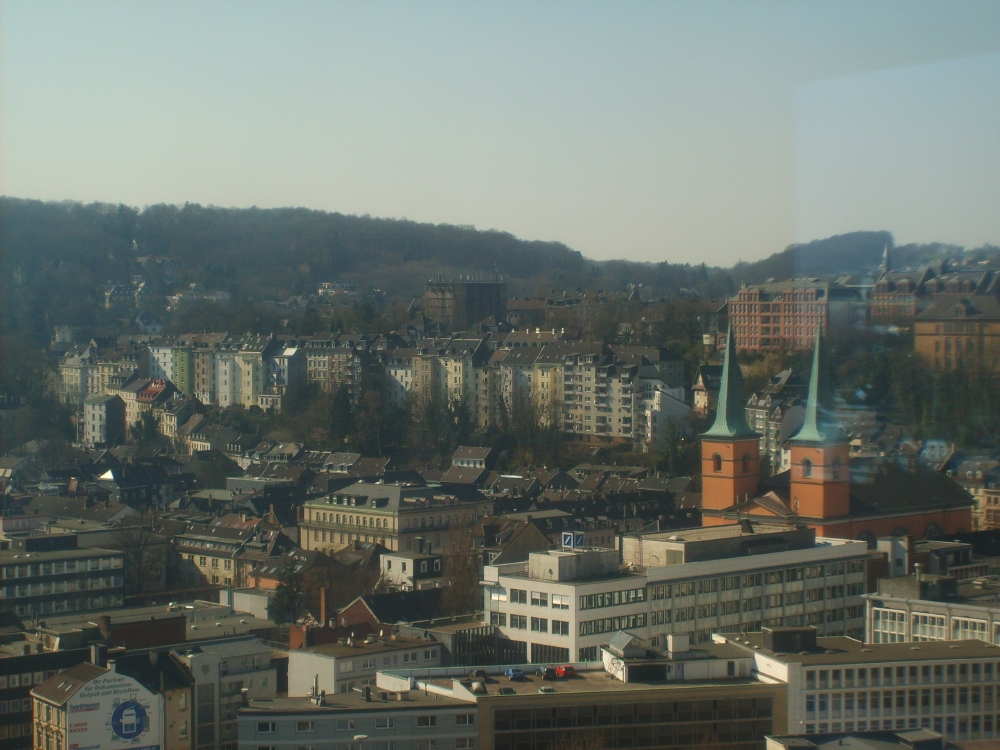
Südseite des Ölbergs über dem Luisenviertel

Ölberg ist die lokale Ortsbezeichnung für ein Wohnviertel des Wuppertaler Stadtteils Elberfeld, das die südliche Hälfte der Elberfelder Nordstadt bildet.
Der Name geht darauf zurück, dass noch in den 1920er Jahren in diesem hauptsächlich von Arbeitern bewohnten Viertel – im Gegensatz zu dem unmittelbar westlich anschließenden bürgerlichen Briller Viertel – viele Häuser nicht an das öffentliche Stromnetz angeschlossen waren und die Wohnungen hauptsächlich mit Öl- respektive Petroleumlampen beleuchtet wurden.
Dieser Altstadt-Teil ist eines der größten zusammenhängenden Denkmalgebiete in ganz Deutschland. Die Häuser stammen größtenteils aus der Gründerzeit der Jahrhundertwende vom 19. zum 20. Jahrhundert, in der schnell Wohnraum für die Arbeiterschaft der prosperierenden Industrie geschaffen werden musste.

## Architektur
Die geschlossene Bebauung besteht zumeist aus drei- bis vierstöckigen Mehrfamilienhäusern mit jeweils individuellem Zierwerk. Die Toiletten befanden sich meist auf halber Treppe im Treppenhaus und mussten von allen Etagenbewohnern geteilt werden. Die Wohnungen wurden einzeln mit Kohleöfen, Ölöfen und später mit Gas beheizt. Die kleinen Hinterhöfe waren gegenüber den Nachbarhäusern oder den gegenüberliegenden Häusern abgetrennt.
Um der Berglage Rechnung zu tragen, wurden zwischen den Häusern zahlreiche vielstufige Treppen zur Talachse und zum Briller Viertel hin gebaut. Die bekannteste vom Ölberg hinab in das Stadtzentrum ist das sogenannte Tippen-Tappen-Tönchen.
Als Besonderheit wurden auf dem Ölberg einige der Arbeiterhäuser (Bergisches Fachwerk) mit Holzfassaden verkleidet, welche die prunkvollen, stuckverzierten Villen der Nachbarschaft imitieren sollten. Die meisten der Mehrfamilienhäuser sind jedoch aus Stein erbaut, viele mit Erkern, Balkonen, manche sogar mit Glockengiebeln. Heutzutage werden einige der Fachwerkhäuser auch mit Schiefer verkleidet.

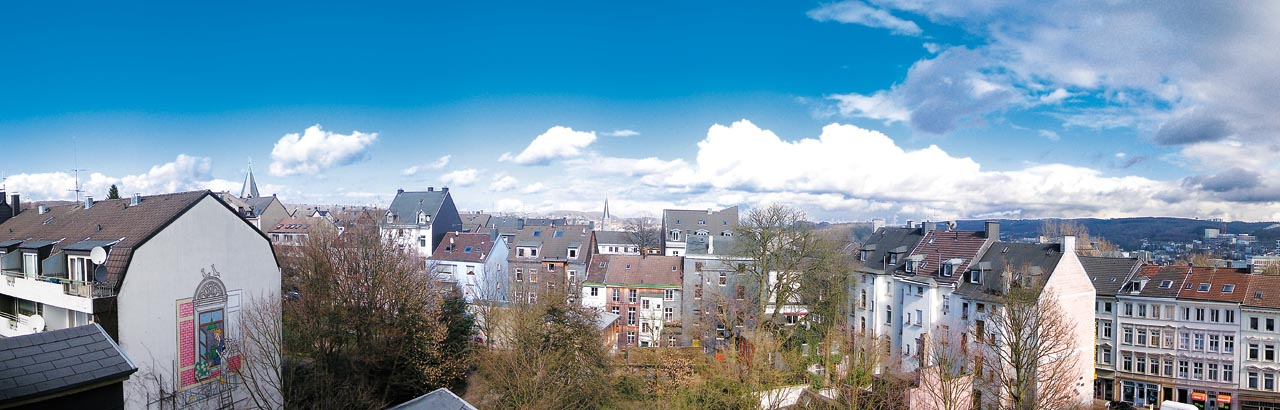
Panoramablick aus der Wirkerstraße Richtung Hardt

## Infrastruktur

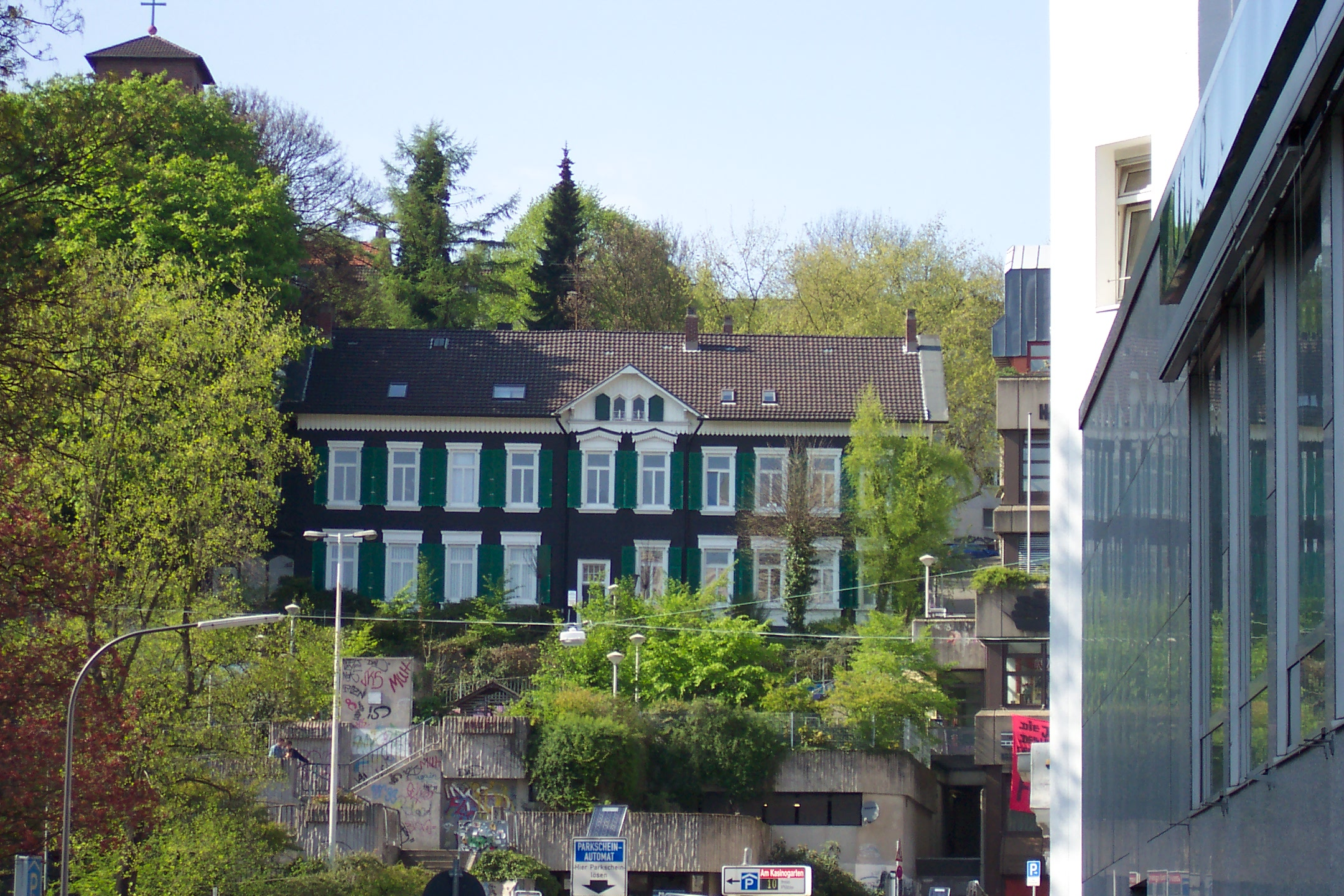
Waisenhaus des Elberfelder Erziehungsvereins am Südhang des Ölbergs

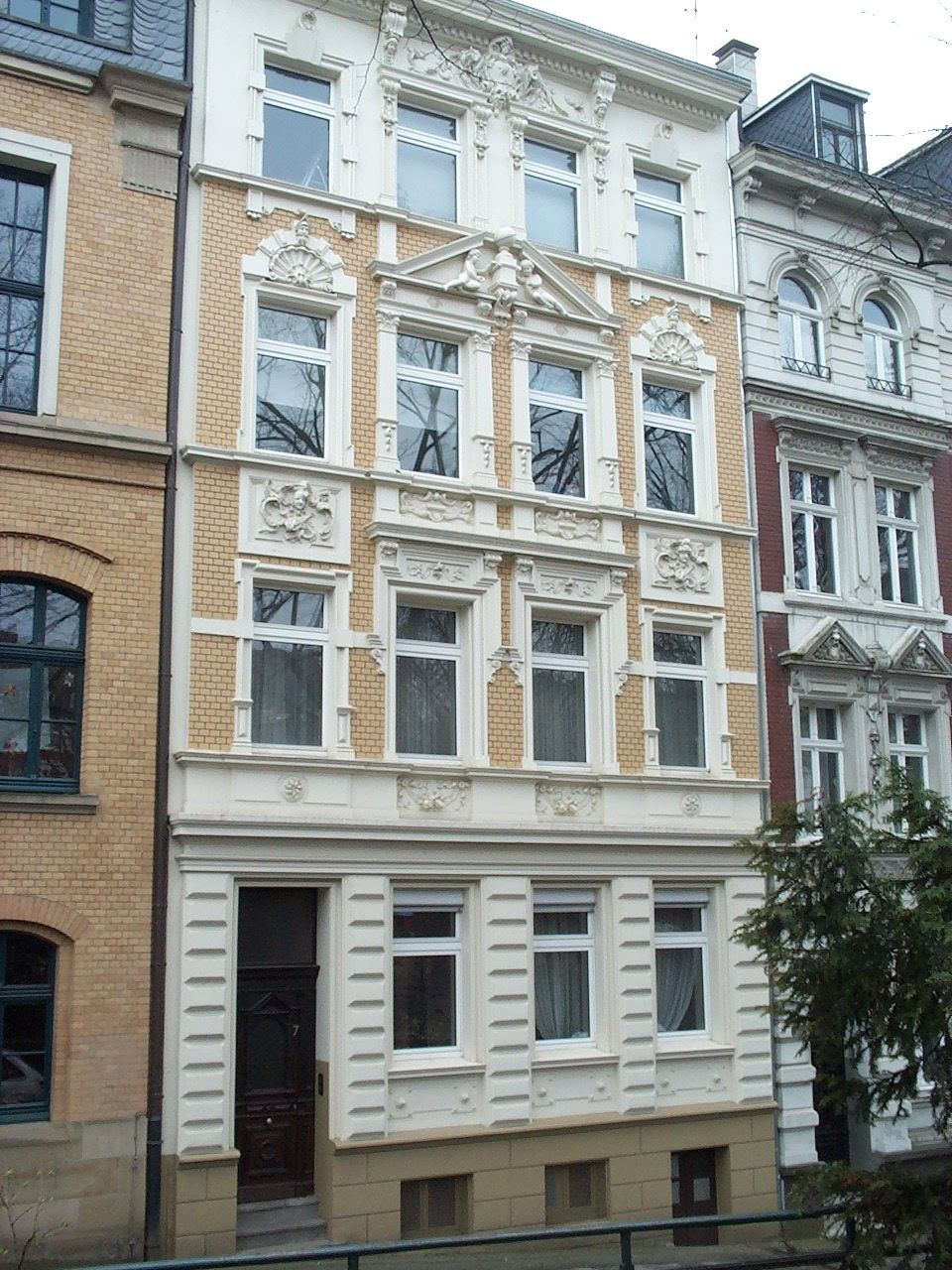
Haus Charlottenstraße 7, erbaut 1900

Die bei der Errichtung als ausreichend breit betrachteten Straßen sind dem heutigen Individualverkehr nicht mehr gewachsen. Aufgrund der engen Kreuzungen ist das Viertel nur mit extra für diesen Zweck von WSW mobil angeschafften Midibussen an den ÖPNV angeschlossen. In den 1990er Jahren teilten dauerhafte Straßensperrungen („Poller“) das Viertel in zwei Hälften. Dadurch sollten vor allem Lastwagenfahrer davon abgehalten werden, das Wohnviertel mit seinen vielen Schulen, Spielplätzen und Kindergärten als Abkürzung zur Autobahn zu nutzen. Diese umstrittene Verkehrssteuerungspolitik scheiterte schließlich an recht breiter Ablehnung durch die Bewohner.
In der Regel lokal medial begleitet wird eine regelmäßige Übung der Berufsfeuerwehr, die mit ihrer Drehleiter demonstrativ das Viertel durchquert und dabei oft an Engstellen von Falschparkern an der Durchfahrt gehindert wird. Dies dient der Aufklärung über die Folgen des Falschparkens in den engen Straßen und wird stets mit dem Hinweis versehen, dass Einsatzfahrzeuge sich im Notfall ohne Rücksicht auf mögliche Schäden an den Falschparker-PKW den Weg bahnen könnten.

## Soziologie des Viertels
Noch während der 1980er Jahre wurde der Ölberg in Teilen als sozialer Brennpunkt mit hohem Anteil an Senioren, sozial Benachteiligten und Migranten gesehen. Der Zustand der Bausubstanz wurde von den Eigentümern häufig vernachlässigt. Nach Einsetzen von Gentrifizierungstendenzen entwickelte sich das multikulturelle Viertel zu einem beliebten zentrumsnahen Wohnviertel. Die Bevölkerungsstruktur umfasst neben Alteingesessenen heute Studenten, deutsch-türkische und deutsche Familien und wird auch von Künstlern bewohnt, die entlang der Hauptverkehrsachse Marienstraße Galerien eröffnet haben. In dem Viertel finden neben der Wohnbebauung noch ein Seniorenheim, mehrere Kirchen und Gemeindehäuser, Grundschulen, eine Förderschule, eine Abendschule, das katholische St.-Anna Gymnasium, Kindergärten, Gewerbetreibende, gastronomische Angebote und kleine Läden ihren Platz.

## Der Ölberg als Filmkulisse
In der Charlottenstraße wurde eine Szene von Tom Tykwers Film „Der Krieger und die Kaiserin“ gedreht. Verfolgungsfahrten im Film „Manta Manta“ wurden ebenfalls dort gedreht, ebenso Außenaufnahmen für die Serie „Der kleine Vampir – Neue Abenteuer“. Im Film „Alice in den Städten“ von Wim Wenders (1974) werden in einer längeren Filmsequenz viele Straßen des Viertels durchfahren und dabei der typische Charakter des Wohngebiets gezeigt. Im Film „Knockin’ on Heaven’s Door“ läuft Til Schweiger die steile Wülfrather Straße hinab.